# 河原町教會
35°00′35″N 135°46′03″E / 35.009728°N 135.7674655°E

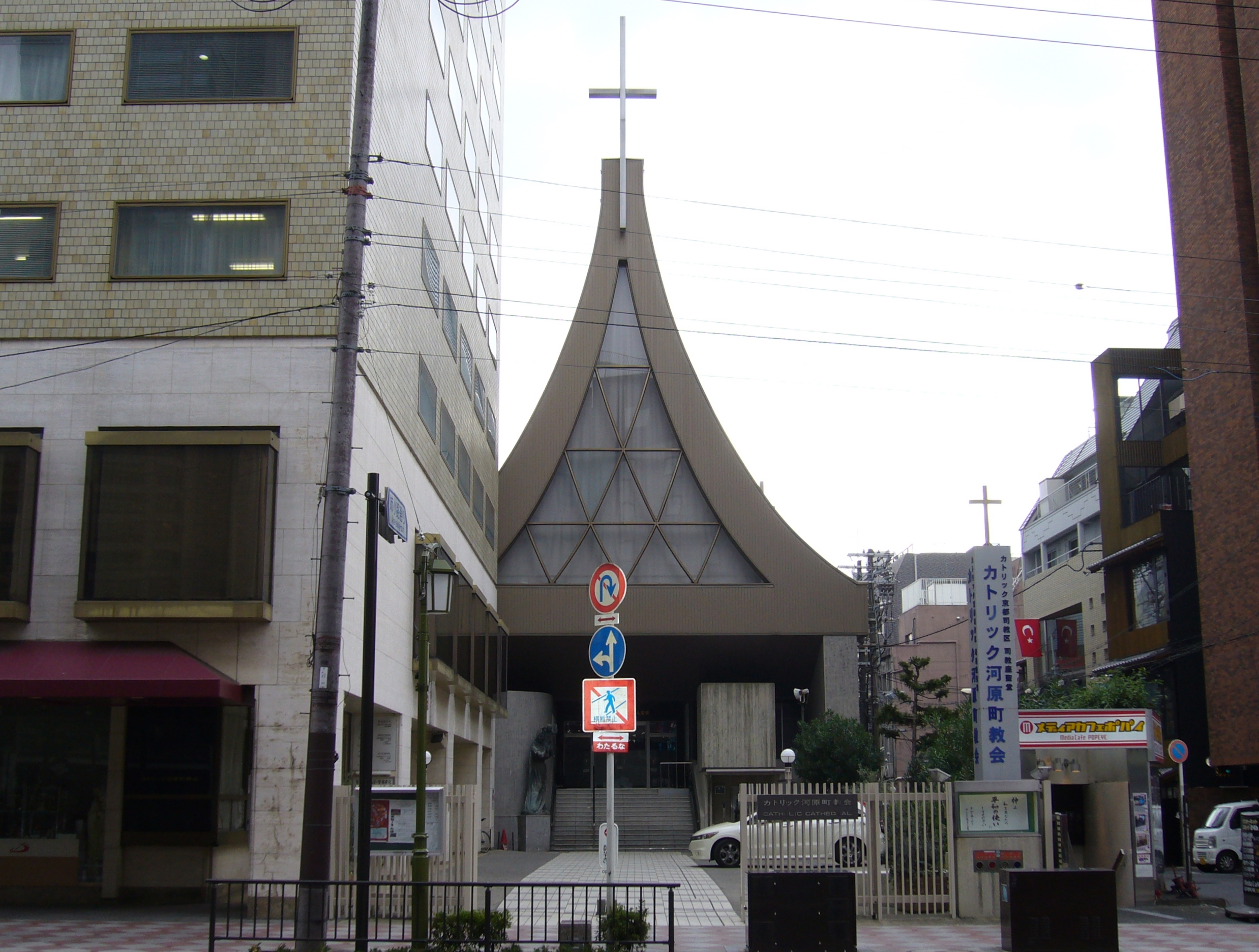
座堂立面

河原町教會，正式名稱是聖方濟各沙勿略主教座堂（日语：聖フランシスコ・デ・ザビエル司教座聖堂），位於日本京都府京都市中京區河原町，是天主教京都教區的主教座堂。
第一代聖堂於1890年5月1日祝聖，為木結構、哥德式風格，1967年因老化而被拆卸遷移至犬山市的「明治村」作靜態展示。目前的聖堂由一名瑞士神父設計、1972年祝聖啟用。聖堂傾斜的屋頂是模仿了日本神道教的神社建築。

## 外部連結
- 官方網頁